# Agata Zubel

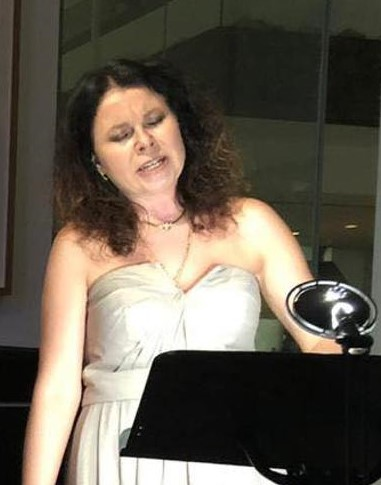
Agata Zubel

Agata Zubel, auch Agata Zubel-Moc, (* 25. Januar 1978 in Wrocław) ist eine polnische Komponistin, Sängerin und Hochschullehrerin.

## Leben
Agata Zubel wuchs in Breslau (Wrocław) auf und besuchte dort die Karol-Lipiński-Musikakademie. Sie studierte Komposition bei Jan Wichrowski und Gesang bei Danuta Paziuk-Zipser. Zubel ging zum Studium auch an das Conservatorium Enschede in den Niederlanden und erhielt eine Reihe von Förderungen und Stipendien, so des Polnischen Kulturministeriums, der Rockefeller Foundation und der Ernst von Siemens Musikstiftung. Bei den Internationalen Darmstädter Ferienkursen nahm sie an einem experimentellen Improvisationsprojekt teil.
Als Gesangssolistin kümmert sie sich besonders um die zeitgenössische Musik und war so an Aufführungen dieser Werke beteiligt: Chantefleurs et Chantefables von Witold Lutosławski, DW9 von Bernhard Lang, Luci mie traditrici von Salvatore Sciarrino, The Star von Zygmunt Krauze in der elektroakustischen Adaption von Cezary Duchnowsky. Auf der Opernbühne sang sie 2006 die Titelrolle in der Oper Fedra von Dobromiła Jaskot sowie 2009 die Partie der Madeline in The Fall of the House of Usher von Philip Glass an der Polnischen Nationaloper.
Zubel ist Preisträgerin zahlreicher nationaler und internationaler Wettbewerbe – sowohl für Komposition als auch für Gesang, so 2002 des „Internationalen Krzysztof Penderecki Wettbewerbes für zeitgenössische Kammermusik“ und des „CHAIN Concours Moderne“. Anfang 2005 erhielt sie den Preis Paszport Polityki für klassische Musik. 2018 erhielt sie in Berlin den Europäischen Komponistenpreis. Auftragsarbeiten umfassen das Streichquartett Nr.1 für das Ultraschall Festival in Berlin (2007), Lieder für Wratislavia Cantans in Breslau (2007), Cascando für das „Central European Music Festival“ in Seattle (2007).
Mit dem Komponisten und Pianisten Cezary Duchnowski gründete sie 2001 das ElettroVoce Duo. Sie erlangte 2004 ein künstlerisches Doktorat im Fach Musik, habilitierte sich 2014 und ist seit 2020 Professorin in der Fakultät Komposition, Dirigieren, Musiktheorie und Musiktherapie der Breslauer Musikakademie.

## Werke (Auswahl)

### Kompositionen
- Lumière: pour percussion, 1999
- Zdjęcia z albumu: na marimbę i kwartet smyczkowy (Fotos aus dem Album für Marimba und Streichquartett), 2001
- Trivellazione a percussione, 2001
- Symphony no. 2: for 77 performers, 2005. Auftragskomposition für die Deutsche Welle, Uraufführung beim Beethovenfest 2005 in Bonn
- Symphony no. 3, 2009

### Aufnahmen
- Cascando, 2009 – eigene Kompositionen
- Poems, 2009 – Lieder von Copland, Berg und Szymański